# Pymble
Pymble ist ein Vorort von Sydney in New South Wales. Er liegt 16 Kilometer nordwestlich der Innenstadt Sydneys im Verwaltungsgebiet Ku-ring-gai Council. West Pymble ist ein eigenständiger Vorort im Lane-Cove-Nationalpark.

## Geschichte
Der heutige Ort Pymble wurde von Robert Pymble (1776–1861), einem einflussreichen Siedler, gegründet. Ihm wurde 1823 von staatlicher Seite ein Gebiet von etwa 2,5 Quadratkilometern und damit Rund die Hälfte des heutigen Stadtgebiets zugesprochen. Die andere Hälfte übernahm Daniel der Matthew’s, der das erste Sägewerk in der Region errichtete.
Schon vor der ersten Besiedlung der Region lebten Angehörige vom Stamm der Cammeraygal im Gebiet des heutigen Pymble. Sie hielten regelmäßig Corroborees ab und „schlugen auf der Anhöhe an der Kreuzung von Merrivale Road und Selwyn Street ihr Lager auf“. Nach Berichten von Robert Pymble II, dem Sohn des Stadtgründers, waren „die Aborigines um 1856, hauptsächlich wegen der Pocken, fast verschwunden“.
Kurz nach Gründung Sydneys spielte Pymble eine wichtige Rolle, vor allem für das Bauwesen, da von dort große Holzlieferungen verschiedener Eukalyptusarten stammten. Mit der Zeit änderte sich jedoch das Landschaftsbild und die ansässigen Siedler spezialisierten sich im Bereich des Obst- und Gemüsebaus. Berühmt wurde die Region für ihre qualitativ hochwertigen Orangen, die ab 1828 von immer mehr Bauern kultiviert wurde. Ende der 1870er Jahre änderte sich das Landschaftsbild erneut und es wurden immer mehr Wohn- und Geschäftshäuser errichtet. Im Jahr 1883 eröffnete mit der Australian Joint Stock Bank die erste Bank in Pymble. Um ihren Hauptsitz auf dem Pymble Hill bildete sich zunächst das wirtschaftliche Zentrum der Stadt. Da sich der Bahnanschluss mit der Pymble Railway Station jedoch am Fuß des Pymble Hill befand, verlagerte sich der Schwerpunkt des städtischen Lebens schon bald dorthin. In unmittelbarer Nähe des Bahnhofs eröffnete am 6. August 1890 die erste Filiale der Australia Post.

## Wirtschaft und Infrastruktur
Heute ist Pymble Wohnort vieler Pendler, die im 16 Kilometer entfernten Sydney arbeiten. Die Stadt liegt am Pacific Highway und ist durch die von Sydney Trains betriebene North Shore, Northern & Western Line an das Nahverkehrsnetz Sydneys angeschlossen. Von der Pymble Railway Station verkehren auch die Busse des Unternehmens Shorelink, die die Line 579 nach East Turramurra und 560 nach West Pymble bedienen. Die Wasserversorgung erfolgt über das 1900 gebaute Pymble Reservoir. Die Stadt hat mit Grandview Street, Pacific Highway und Bridge Street and West Street drei Gewerbegebiete. Älteste Schule der Stadt ist das 1916 gegründete Pymble Ladies’ College, an dem Mädchen im Alter von fünf bis 18 Jahren unterrichtet werden und zu dessen Absolventen unter anderem die Schauspielerin Jacqueline McKenzie, die Richterin Elizabeth Evatt und die Tennisspielerin Sophie Ferguson gehören. Neben der staatlichen Grundschule, die unter anderem auch Hugh Jackman besuchte, unterhält die katholische Kirche ebenfalls eine Grundschule in Pymble.

## Sehenswürdigkeiten und Erholung
Auf dem Pymble Hill befindet sich der Sitz des Ku-ring-gai Council. Das Gebäude wurde 1934 errichtet und diente ursprünglich als Kirche. Heute steht es unter Denkmalschutz. Das älteste, noch erhaltene, Gebäude der Stadt ist die Pymble Chapel. Sie wurde 1879 erbaut und beherbergte die methodistische Gemeinde der Stadt. Die 1938 errichtete St Swithun’s Anglican Church liegt an der Telegraph Road und ist das einzige Kirchengebäude in Australien, das dem Heiligen Swithin geweiht ist. Das Pymble Soldiers Memorial befindet sich in der Mona Vale Road und erinnert an die Soldaten der Stadt, die in verschiedenen Kriegen gefallen sind. Auf dem Stadtgebiet Pymbles befinden sich zudem mehrere Parks und Naherholungsgebiete. Unter anderem findet man, ebenfalls in der Mona Vale Road, einen der letzten Hochwälder Sydneys aus Blauem Eukalyptus.

## Persönlichkeiten

### Söhne und Töchter der Stadt
- A. David Buckingham (1930–2021), Chemiker
- Sophie Luck (* 1989), Schauspielerin
- Alexei Popyrin (* 1999), Tennisspieler

### Berühmte Bewohner
- Errol Flynn (1909–1959), Schauspieler
- John Clive Ward (1924–2000), britischer Physiker
- John Newcombe (* 1944), Tennisspieler
- Hugh Jackman (* 1968), Schauspieler
- Stirling Mortlock (* 1977), Rugbyspieler